# Järlebo
Järlebo är en by i Harbo socken, Heby kommun.
Byn omtalas första gången i markgäldsförteckningen 1312 ('in jahrlabodhum') med två skattskyldiga. Efterleden är den vanliga bo-efterleden efter ett ursprungligt -boda med betydelse av slåtterbod, fäbod eller liknande och är troligen medeltida. Förnamnet namnet Jarle (Järle), en av de i markgäldsförteckningen 1312 upptagna personerna är en person med namnet Jarleus, en latinisering av namnet Jarle.
Under 1500-talet omfattar byn 1 mantal skatte. Från slutet av 1600-tlet och fram till 1800-talet har den bestått av två gårdar och därtill ett flertal sentida torp, däribland Lunda, Björkudden, Annelund, Nyhem och Haga. Under en tid fanns soldattorpet för rote 339 vid Västmanlands regemente som delades av Käbbo och Järlebo på Järlebo ägor där Haga snickerifabrik nu ligger. Under 1700-talet tillsammans med byarna Kvarsta och Holm och Ön del i Järpens fäbodar.
I byn finns ännu en parstuga med brutet tak från sent 1600- eller 1700-tal bevarad, dock delvis ombyggd.
Enligt mantalslängden bodde 1940 36 personer på Järlebo ägor. 1981 fanns 61 personer på byns mark (huvudsakligen i Haga).